# Bucráneo

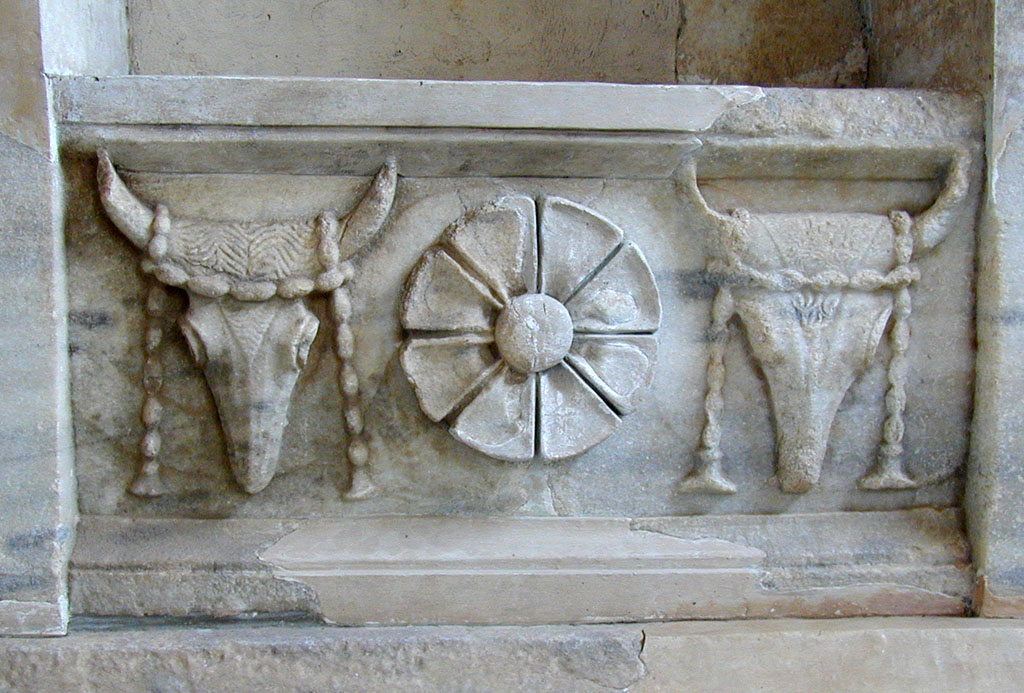
Parapeto con bucráneos proveniente de la Rotonda de Arsinoe del Santuario de los Grandes Dioses de Samotracia.

En arquitectura, se denomina bucráneo (del latín, y este del griego βουκράνιον, que designa el cráneo de un buey) al ornamento en forma de osamenta procedente de la cabeza de un buey.

## Características
El bucráneo era una cabeza de buey descarnada o no de cuyos cuernos pendían guirnaldas de follaje que los antiguos empleaban como ornamentación en los frisos de los templos y sepulcros, en los altares, candelabros y otros objetos de culto. En el orden dórico se alternaba con guirnaldas o discos que simbolizaban los platos rituales del sacrificio. 
Existen bucráneos con o sin vendas o cintas en guirnaldas y su representación en la arquitectura antigua tendría por objeto recordar las víctimas ofrecidas en sacrificio.